# D'Alì
D'Alì è un'antica famiglia di Trapani attiva e fiorente in città sin dalla fine del XVI secolo.

## Storia
La famiglia è di probabile origine siriana. Giunse in Sicilia intorno al IX secolo con la dominazione bizantina, insediandosi nel Messinese, nella località che  poi assunse il cognome da costoro. Da qui si divise in due rami, di cui uno che mantenne il cognome Alì, propagatosi nel Palermitano e nel Catanese, dove erano iscritti nella Mastra nobile (elenco di tutte le persone nobili o libro d'oro della nobiltà locale) di Caltagirone. L'altro gruppo si trasferì invece a Trapani. Un ramo degli Alì era presente anche a Monte San Giuliano.

### A Trapani
Detto ramo degli Alì giunse nel Trapanese nel secolo XVI ed alcuni suoi componenti presero parte alla rivolta estesasi in gran parte dell'isola contro il viceré Ugo Moncada. L'arrivo dei D'Alì a Trapani risulta pertanto essere attestato anche nei libri parrocchiali della città dopo la metà del secolo XVI, nel quartiere poi noto come San Pietro. Tale ramo al cognome Alì aggiunse, a partire dal secolo XVII, il prefisso "de". 
Simone de Alì nel 1565 capeggiò un gruppo di uomini armati al fine di respingere un cospicuo numero di pirati moreschi che erano sbarcati lungo le coste di Trapani e di Monte San Giuliano per saccheggiare i raccolti e depredare le popolazioni dei loro averi; dopo giorni di accanita lotta i mori furono sconfitti e i superstiti furono ricacciati in mare; i pirati presi prigionieri furono condotti in segno di vittoria al cospetto del viceré di Sicilia, che ricompensò Simone de Alì con una grossa somma di denaro.
I D'Alì di Trapani svolsero numerose attività mercantili e imprenditoriali, associandosi anche ad altre famiglie della borghesia trapanese, a partire dalla proprietà di imbarcazioni e dal commercio del corallo e del tonno. La famiglia è altresì documentata a Trapani nel XVIII secolo con il mercante Giulio Alì e il canonico Giovanni Alì.
Nel secolo XVIII i figli di Giovanni sposato a Leonarda di Giulio Scichili, Antonino e Giulio, estesero i loro interessi a numerose attività imprenditoriali e commerciali. Successivamente Giuseppe D'Alì Savona, figlio di Antonino, acquisí molte saline di Trapani, Paceco e Marsala, comprese quelle già appartenute ai Sanseverino, principi di Bisignano e di Paceco, per eredità Fardella.
Da un figlio di Antonio, Giovanni Maria D'Alì Savona, nacque Giovan Maria D'Alì Prinzi (1788-1849), ritenuto il più grande possessore di saline siciliano e che più di altri accrebbe il patrimonio familiare. Costui svolse attività consolare per l'Austria, la Russia, la Grecia e la Toscana; tra le numerose attività, acquisì anche la salina del Ronciglio e fu socio di Vincenzo Florio per la gestione delle tonnare di Favignana. Da Anna Naso ebbe Giuseppe, noto come Pepè, senatore del Regno e agente consolare. 

### Rami

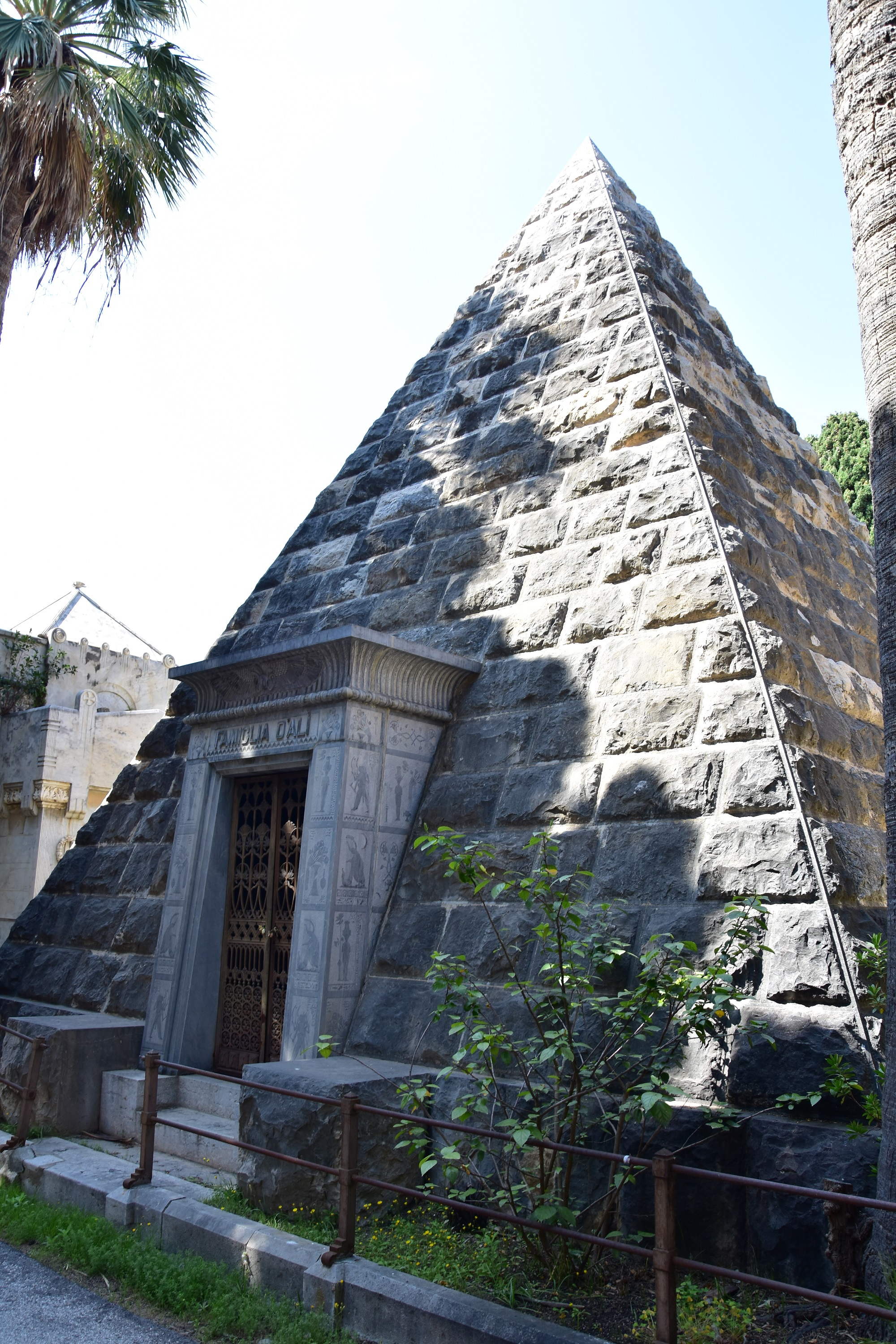
Cappella della famiglia D'Alì nel cimitero di Trapani

Questo ramo venne denominato a metà '800 D'Alì Bordonaro dalle nozze del senatore Giuseppe con Rosalia Bordonaro Chiaramonte, sorella di Gabriele.

Il ramo dei D'Alì Bordonaro, anche se si occupò soprattutto delle attività legate alla produzione e al commercio del sale, ebbe anche un'importante flotta commerciale, stabilimenti enologici, latifondi. A Gabriele e Decio D'Alì Bordonaro si deve la fondazione della tranvia trapanese e una successiva fase dello sviluppo dell'uso dell'energia elettrica a Trapani ed Erice con impianti di produzione e di distribuzione. A questo ramo, rappresentato al principio del XX secolo da Antonio, sposato a Maria Monroy dei principi di Pandolfina, appartennero tra l'altro il palazzo D'Alì, acquistato dal comune di Trapani nel secondo dopoguerra per adibirlo a propria sede, e fino a tutto il XX secolo la salina della Calcara.
L'altro ramo disceso dal citato Giulio e dal figlio Giacomo venne denominato dal 1864 D'Alì Staiti, con il matrimonio di Giacomo con Giuseppa Staiti (fanno parte di quest'ultimo Giulio, Pietro e Giacomo D'Alì).
La famiglia D'Alì Staiti fu fondatrice e proprietaria della Banca Sicula di Trapani, il più importante istituto privato bancario della Sicilia, venduto nel 1991 alla Comit, poi Banca Intesa. Tuttora gestisce le saline di Trapani e Marsala, attraverso la società Sosalt.
La famiglia si è poi divisa in ulteriori rami oltre agli originari, quali i D'Alì Pucci (dall'altro figlio del sen. Giuseppe, Gabriele, che sposò Angelina Pucci) e i D'Alì Solina (costituitosi nel secondo dopoguerra).

## Personaggi
- Giuseppe D'Alì (Trapani, 1832-1915) - dal 1890 al 1915 senatore del Regno d'Italia.
- Antonio D'Alì Bordonaro (1860-1916) - deputato del Regno d'Italia dal 1904 al 1913[12], figlio di Giuseppe.
- Giulio D'Alì Staiti (Trapani, 1864-Roma,1905) - sindaco di Trapani dal 1896 al 1899 e dal 1904 al 1905, presidente dal 1895 al 1933 della Banca Sicula.
- Giacomo D'Alì Staiti (Trapani, 1888-1976) - presidente dal 1934 al 1976 della Banca Sicula.[13]
- Rosalia D'Alì Pucci (Trapani, 1901 -1991) - fiduciaria provinciale femminile del PNF.
- Antonio D'Alì Staiti (Trapani, 1919 - 2013) - presidente della Banca Sicula dal 1976 al 1983 e della Sosalt fino al 2011.
- Gabriele D'Alì - ex condirettore centrale del Banco di Sicilia.
- Antonio D'Alì Solina, (Trapani, 1951) - Presidente della Provincia di Trapani (2005-2008) e senatore dal 1994 al 2018, già sottosegretario di Stato.
- Giacomo D'Alì Staiti (Trapani, 1954) - docente di fisica all'Università di Palermo, presidente Sosalt dal 2011.
- Pietro D'Alì - velista.

## Stemma
D'azzurro, alla spada d'argento guarnita d'oro posta in banda, la punta rivolta all'insù, accompagnata in capo da un crescente d'argento in palo rivolto e da una stella di sei raggi d'oro, e in punta da due stelle d'oro poste nel senso della spada.